# 小行星列表/129901-130000
| 名稱                         | 臨時編號   | 發現日期       | 發現地點   | 發現者                         |
| ---------------------------- | ---------- | -------------- | ---------- | ------------------------------ |
| 小行星129901                 | 1999 TM53  | 1999年10月6日  | 基特峰     | 太空监视                       |
| 小行星129902                 | 1999 TO61  | 1999年10月7日  | 基特峰     | 太空监视                       |
| 小行星129903                 | 1999 TO64  | 1999年10月8日  | 基特峰     | 太空监视                       |
| 小行星129904                 | 1999 TF69  | 1999年10月9日  | 基特峰     | 太空监视                       |
| 小行星129905                 | 1999 TV69  | 1999年10月9日  | 基特峰     | 太空监视                       |
| 小行星129906                 | 1999 TF78  | 1999年10月11日 | 基特峰     | 太空监视                       |
| 小行星129907                 | 1999 TN78  | 1999年10月11日 | 基特峰     | 太空监视                       |
| 小行星129908                 | 1999 TN89  | 1999年10月2日  | 索科罗     | 林肯近地小行星研究小组         |
| 小行星129909                 | 1999 TH97  | 1999年10月2日  | 索科罗     | 林肯近地小行星研究小组         |
| 小行星129910                 | 1999 TO97  | 1999年10月2日  | 索科罗     | 林肯近地小行星研究小组         |
| 小行星129911                 | 1999 TH99  | 1999年10月2日  | 索科罗     | 林肯近地小行星研究小组         |
| 小行星129912                 | 1999 TK99  | 1999年10月2日  | 索科罗     | 林肯近地小行星研究小组         |
| 小行星129913                 | 1999 TW99  | 1999年10月2日  | 索科罗     | 林肯近地小行星研究小组         |
| 小行星129914                 | 1999 TR101 | 1999年10月2日  | 索科罗     | 林肯近地小行星研究小组         |
| 小行星129915                 | 1999 TA107 | 1999年10月4日  | 索科罗     | 林肯近地小行星研究小组         |
| 小行星129916                 | 1999 TJ108 | 1999年10月4日  | 索科罗     | 林肯近地小行星研究小组         |
| 小行星129917                 | 1999 TH114 | 1999年10月4日  | 索科罗     | 林肯近地小行星研究小组         |
| 小行星129918                 | 1999 TP115 | 1999年10月4日  | 索科罗     | 林肯近地小行星研究小组         |
| 小行星129919                 | 1999 TJ116 | 1999年10月4日  | 索科罗     | 林肯近地小行星研究小组         |
| 小行星129920                 | 1999 TY119 | 1999年10月4日  | 索科罗     | 林肯近地小行星研究小组         |
| 小行星129921                 | 1999 TF123 | 1999年10月4日  | 索科罗     | 林肯近地小行星研究小组         |
| 小行星129922                 | 1999 TD124 | 1999年10月4日  | 索科罗     | 林肯近地小行星研究小组         |
| 小行星129923                 | 1999 TJ126 | 1999年10月4日  | 索科罗     | 林肯近地小行星研究小组         |
| 小行星129924                 | 1999 TK127 | 1999年10月4日  | 索科罗     | 林肯近地小行星研究小组         |
| 小行星129925                 | 1999 TM127 | 1999年10月15日 | 索科罗     | 林肯近地小行星研究小组         |
| 小行星129926                 | 1999 TO127 | 1999年10月4日  | 索科罗     | 林肯近地小行星研究小组         |
| 小行星129927                 | 1999 TU127 | 1999年10月4日  | 索科罗     | 林肯近地小行星研究小组         |
| 小行星129928                 | 1999 TN131 | 1999年10月6日  | 索科罗     | 林肯近地小行星研究小组         |
| 小行星129929                 | 1999 TV141 | 1999年10月15日 | 索科罗     | 林肯近地小行星研究小组         |
| 小行星129930                 | 1999 TX141 | 1999年10月7日  | 索科罗     | 林肯近地小行星研究小组         |
| 小行星129931                 | 1999 TV144 | 1999年10月7日  | 索科罗     | 林肯近地小行星研究小组         |
| 小行星129932                 | 1999 TB148 | 1999年10月7日  | 索科罗     | 林肯近地小行星研究小组         |
| 小行星129933                 | 1999 TE149 | 1999年10月7日  | 索科罗     | 林肯近地小行星研究小组         |
| 小行星129934                 | 1999 TA151 | 1999年10月7日  | 索科罗     | 林肯近地小行星研究小组         |
| 小行星129935                 | 1999 TJ153 | 1999年10月7日  | 索科罗     | 林肯近地小行星研究小组         |
| 小行星129936                 | 1999 TY153 | 1999年10月7日  | 索科罗     | 林肯近地小行星研究小组         |
| 小行星129937                 | 1999 TH156 | 1999年10月7日  | 索科罗     | 林肯近地小行星研究小组         |
| 小行星129938                 | 1999 TA163 | 1999年10月9日  | 索科罗     | 林肯近地小行星研究小组         |
| 小行星129939                 | 1999 TH163 | 1999年10月9日  | 索科罗     | 林肯近地小行星研究小组         |
| 小行星129940                 | 1999 TS166 | 1999年10月10日 | 索科罗     | 林肯近地小行星研究小组         |
| 小行星129941                 | 1999 TB170 | 1999年10月10日 | 索科罗     | 林肯近地小行星研究小组         |
| 小行星129942                 | 1999 TX171 | 1999年10月10日 | 索科罗     | 林肯近地小行星研究小组         |
| 小行星129943                 | 1999 TK174 | 1999年10月10日 | 索科罗     | 林肯近地小行星研究小组         |
| 小行星129944                 | 1999 TC182 | 1999年10月11日 | 索科罗     | 林肯近地小行星研究小组         |
| 小行星129945                 | 1999 TS184 | 1999年10月12日 | 索科罗     | 林肯近地小行星研究小组         |
| 小行星129946                 | 1999 TQ191 | 1999年10月12日 | 索科罗     | 林肯近地小行星研究小组         |
| 小行星129947                 | 1999 TB195 | 1999年10月12日 | 索科罗     | 林肯近地小行星研究小组         |
| 小行星129948                 | 1999 TL212 | 1999年10月15日 | 索科罗     | 林肯近地小行星研究小组         |
| 小行星129949                 | 1999 TG213 | 1999年10月15日 | 索科罗     | 林肯近地小行星研究小组         |
| 小行星129950                 | 1999 TH214 | 1999年10月15日 | 索科罗     | 林肯近地小行星研究小组         |
| 小行星129951                 | 1999 TV219 | 1999年10月1日  | 基特峰     | 太空监视                       |
| 小行星129952                 | 1999 TW220 | 1999年10月1日  | 可可尼诺县 | 洛厄尔天文台近地小行星搜寻计划 |
| 小行星129953                 | 1999 TE225 | 1999年10月2日  | 基特峰     | 太空监视                       |
| 小行星129954Corksauve        | 1999 TA236 | 1999年10月3日  | 卡特林那   | 卡特林那巡天系统               |
| 小行星129955Eriksyrstad      | 1999 TY248 | 1999年10月8日  | 卡特林那   | 卡特林那巡天系统               |
| 小行星129956                 | 1999 TT255 | 1999年10月9日  | 基特峰     | 太空监视                       |
| 小行星129957                 | 1999 TQ262 | 1999年10月15日 | 索科罗     | 林肯近地小行星研究小组         |
| 小行星129958                 | 1999 TV265 | 1999年10月3日  | 索科罗     | 林肯近地小行星研究小组         |
| 小行星129959                 | 1999 TW272 | 1999年10月3日  | 索科罗     | 林肯近地小行星研究小组         |
| 小行星129960                 | 1999 TP276 | 1999年10月6日  | 索科罗     | 林肯近地小行星研究小组         |
| 小行星129961                 | 1999 TP288 | 1999年10月10日 | 索科罗     | 林肯近地小行星研究小组         |
| 小行星129962Williamverts     | 1999 TY294 | 1999年10月1日  | 卡特林那   | 卡特林那巡天系统               |
| 小行星129963Marvinwalthall   | 1999 TZ296 | 1999年10月2日  | 卡特林那   | 卡特林那巡天系统               |
| 小行星129964                 | 1999 TY314 | 1999年10月8日  | 基特峰     | 太空监视                       |
| 小行星129965                 | 1999 UZ4   | 1999年10月29日 | 基特峰     | 太空监视                       |
| 小行星129966Michaelward      | 1999 UU5   | 1999年10月29日 | 卡特林那   | 卡特林那巡天系统               |
| 小行星129967                 | 1999 UL10  | 1999年10月31日 | 索科罗     | 林肯近地小行星研究小组         |
| 小行星129968Mitchwhiteley    | 1999 UA15  | 1999年10月29日 | 卡特林那   | 卡特林那巡天系统               |
| 小行星129969Bradwilliams     | 1999 UV16  | 1999年10月29日 | 卡特林那   | 卡特林那巡天系统               |
| 小行星129970                 | 1999 UH19  | 1999年10月30日 | 基特峰     | 太空监视                       |
| 小行星129971                 | 1999 UM22  | 1999年10月31日 | 基特峰     | 太空监视                       |
| 小行星129972                 | 1999 UF23  | 1999年10月31日 | 基特峰     | 太空监视                       |
| 小行星129973Michaeldaly      | 1999 UW25  | 1999年10月30日 | 卡特林那   | 卡特林那巡天系统               |
| 小行星129974                 | 1999 US33  | 1999年10月31日 | 基特峰     | 太空监视                       |
| 小行星129975                 | 1999 UA36  | 1999年10月31日 | 基特峰     | 太空监视                       |
| 小行星129976                 | 1999 UJ36  | 1999年10月16日 | 基特峰     | 太空监视                       |
| 小行星129977                 | 1999 UK36  | 1999年10月16日 | 基特峰     | 太空监视                       |
| 小行星129978                 | 1999 UC39  | 1999年10月29日 | 可可尼诺县 | 洛厄尔天文台近地小行星搜寻计划 |
| 小行星129979                 | 1999 UF40  | 1999年10月16日 | 索科罗     | 林肯近地小行星研究小组         |
| 小行星129980Catherinejohnson | 1999 UN42  | 1999年10月28日 | 卡特林那   | 卡特林那巡天系统               |
| 小行星129981                 | 1999 UZ44  | 1999年10月30日 | 基特峰     | 太空监视                       |
| 小行星129982Jeffseabrook     | 1999 UJ45  | 1999年10月31日 | 卡特林那   | 卡特林那巡天系统               |
| 小行星129983                 | 1999 UR48  | 1999年10月30日 | 基特峰     | 太空监视                       |
| 小行星129984                 | 1999 UC51  | 1999年10月31日 | 可可尼诺县 | 洛厄尔天文台近地小行星搜寻计划 |
| 小行星129985Jimfreemantle    | 1999 UP51  | 1999年10月31日 | 卡特林那   | 卡特林那巡天系统               |
| 小行星129986                 | 1999 UP53  | 1999年10月19日 | 基特峰     | 太空监视                       |
| 小行星129987                 | 1999 UL62  | 1999年10月31日 | 卡特林那   | 卡特林那巡天系统               |
| 小行星129988Camerondickinson | 1999 VH4   | 1999年11月1日  | 卡特林那   | 卡特林那巡天系统               |
| 小行星129989                 | 1999 VS5   | 1999年11月5日  | 基特峰     | 太空监视                       |
| 小行星129990                 | 1999 VW13  | 1999年11月2日  | 索科罗     | 林肯近地小行星研究小组         |
| 小行星129991                 | 1999 VL14  | 1999年11月2日  | 索科罗     | 林肯近地小行星研究小组         |
| 小行星129992                 | 1999 VQ16  | 1999年11月2日  | 基特峰     | 太空监视                       |
| 小行星129993                 | 1999 VN18  | 1999年11月2日  | 基特峰     | 太空监视                       |
| 小行星129994                 | 1999 VQ18  | 1999年11月2日  | 基特峰     | 太空监视                       |
| 小行星129995                 | 1999 VA20  | 1999年11月10日 | 伊斯特拉   | K. Korlević                    |
| 小行星129996                 | 1999 VF25  | 1999年11月13日 | 大泉天文台 | 小林隆男                       |
| 小行星129997                 | 1999 VH28  | 1999年11月3日  | 索科罗     | 林肯近地小行星研究小组         |
| 小行星129998                 | 1999 VA31  | 1999年11月3日  | 索科罗     | 林肯近地小行星研究小组         |
| 小行星129999                 | 1999 VM33  | 1999年11月3日  | 索科罗     | 林肯近地小行星研究小组         |
| 小行星130000                 | 1999 VX33  | 1999年11月3日  | 索科罗     | 林肯近地小行星研究小组         |